# Comuna Urman, Berejanî
Urman (în ucraineană Урмань) este o comună în raionul Berejanî, regiunea Ternopil, Ucraina, formată din satele Krasnopușcea, Plihiv și Urman (reședința).

## Demografie
Componența lingvistică a comunei Urman
     Ucraineană (99,8%)
     Alte limbi (0,2%)
Conform recensământului din 2001, majoritatea populației comunei Urman era vorbitoare de ucraineană (99,8%), existând în minoritate și vorbitori de alte limbi.